# Мойсеевка (Буда-Кошелёвский район)
Мойсеевка (бел. Майсееўка) — деревня в Рогинском сельсовете Буда-Кошелёвского района Гомельской области Беларуси.

## География

### Расположение
В 25 км на северо-восток от районного центра и железнодорожной станции Буда-Кошелёвская (на линии Жлобин — Гомель), 55 км от Гомеля.

## Транспортная сеть
Шоссе Довск — Гомель. Планировка состоит из криволинейной улицы с тремя переулками, ориентированной с юго-запада на северо-восток. На юг от главной расположена короткая меридиональная (по обеим сторонам шоссе) улица. Застройка деревянная усадебного типа.

## История
По письменным источникам известна с конца XIX века как деревня, основанная переселенцами преимущественно из деревня Голавли, в Меркуловичской волости Рогачёвского уезда Могилёвской губернии. По переписи 1897 года находились хлебозапасный магазин и с 1884 года постоялый дом. В 1909 году 326 десятин земли.
В 1925 году в Приборском сельсовете Городецкого района Бобруйского округа. В 1930 году организован колхоз, работала кузница. Во время Великой Отечественной войны 12 жителей деревни погибли от рук оккупантов, 33 жителя деревни погибли на фронтах. В 1959 году в составе совхоза «Дербичи» (центр — деревня Дербичи).

## Население

### Численность
- 2018 год — 23 жителя.

### Динамика
- 1897 год — 32 двора, 205 жителей (согласно переписи).
- 1909 год — 40 дворов, 235 жителей.
- 1925 год — 61 двор.
- 1959 год — 360 жителей (согласно переписи).
- 2004 год — 38 хозяйств, 64 жителя.